# 厚木市立病院
厚木市立病院（あつぎしりつびょういん）は、神奈川県厚木市にある医療機関である。前身は神奈川県立厚木病院。県立病院時代に赤字経営が続き財政が逼迫したため、一時は閉鎖案も浮上した。周辺自治体の病院閉鎖に対する強い反対があり、2003年4月に神奈川県より経営移譲を受けた厚木市により「厚木市立病院」として再出発した。

## 沿革

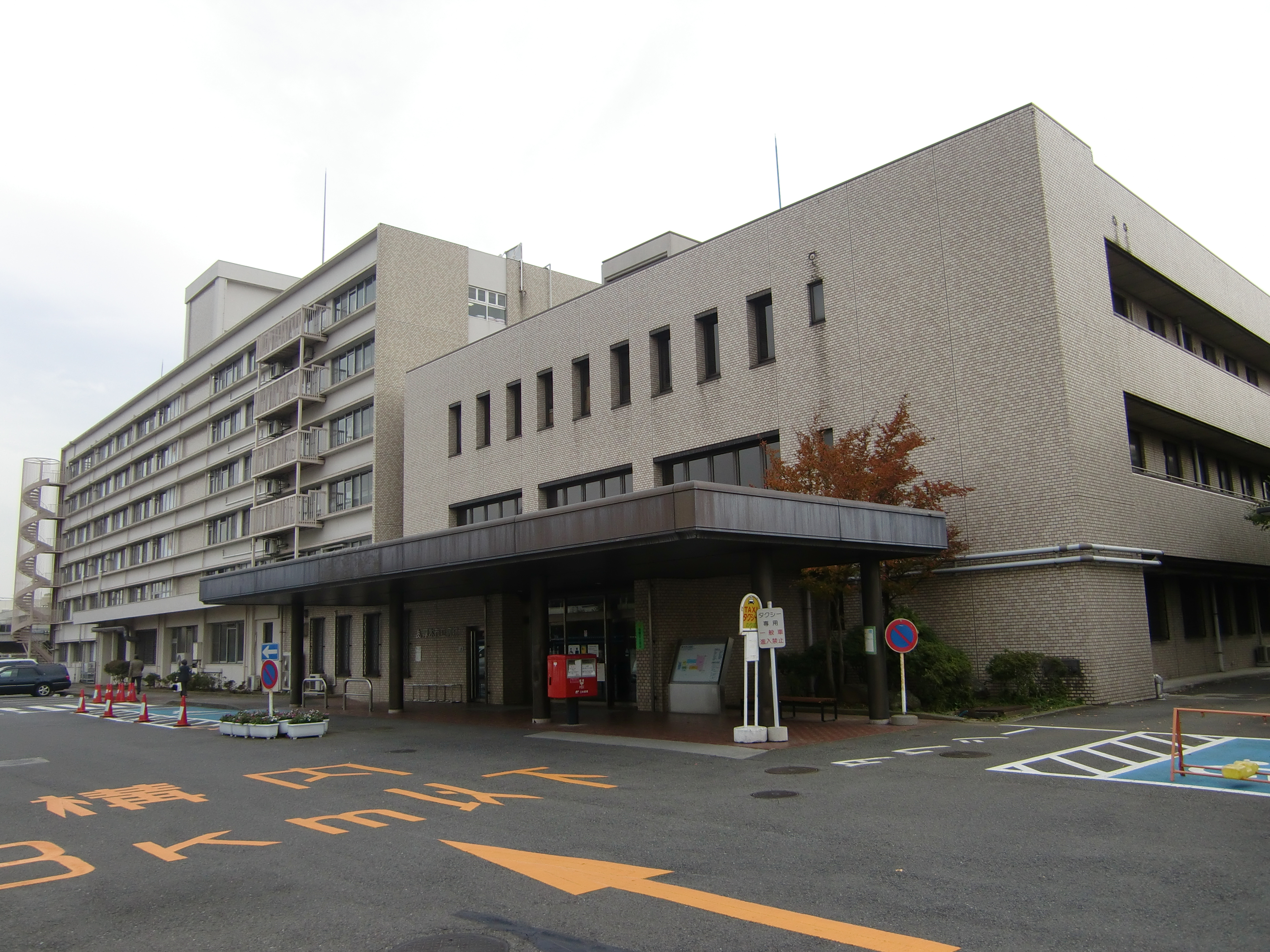
旧病院外観(2010)

- 1951年（昭和26年） - 神奈川県立厚木病院として開院。
- 2002年（平成14年）8月 - 厚木市議会8月臨時会において「病院設置条例等関係条例」議決。
- 2002年（平成14年）11月 - 病院開設許可。
- 2003年（平成15年）4月1日 - 神奈川県立厚木病院が神奈川県より厚木市に経営移譲、厚木市立病院として開設。
- 2010年（平成22年）4月 - 病院施設の老朽化・狭隘化のため、「厚木市立病院整備基本計画」を策定。新病院施設の建設始動。
- 2016年（平成28年）9月 - 新病院施設の稼働・完成
- 2016年（平成28年）11月7日付で神奈川県県知事から医療法に基づく「地域医療支援病院」の承認を受ける

## 診療科
- 内科
- 消化器、肝臓内科
- 呼吸器内科
- 腎臓、高血圧内科
- 内分泌代謝内科
- 神経内科
- 循環器内科
- 精神科
- 小児科
- 外科
- 消化器外科
- 呼吸器外科
- 乳腺、内分泌外科
- 整形外科
- 形成外科
- 脳神経外科
- 皮膚科
- 泌尿器科
- 産婦人科
- 眼科
- 耳鼻咽喉科
- 放射線科
- 麻酔科
- リハビリテーション科
- 救急科

## 医療機関の指定等
- 地域医療連携室設置
- 生活保護法指定医療機関
- 結核指定医療機関
- 労災保険指定医療機関
- 救急告示医療機関
- 指定養育医療機関
- 指定自立支援医療機関（更生医療）
- 臨床研修指定病院（管理型）
- 神奈川県災害医療拠点病院
- エイズ治療拠点病院
- 第二種感染症指定医療機関
- 母子健康法養育医療指定医療機関
- 神奈川DMAT指定病院

## 交通アクセス
- 小田急小田原線本厚木駅北口1番のりばより神奈中バスで市立病院前下車、徒歩約2分。または本厚木駅北口より徒歩約15分。
- 東名高速道路厚木ICから車で約10分（距離約3km・国道246号線沿い）。